# Tipula (Pterelachisus) osellai
Tipula (Pterelachisus) osellai is een tweevleugelige uit de familie langpootmuggen (Tipulidae). De soort komt voor in het Palearctisch gebied.